# Buniki
Buniki (lit. Bunikiai) – wieś na Litwie, w okręgu mariampolskim, w rejonie szakowskim.